# Loài ăn đêm

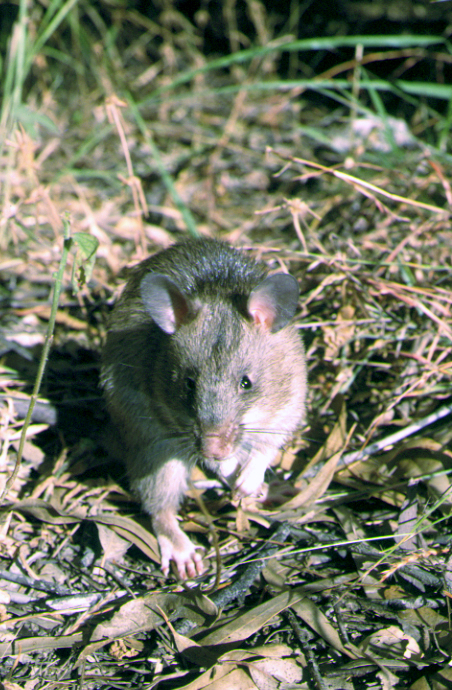
Chuột, loài gây hại chuyên hoạt động về đêm

Loài ăn đêm (nocturnal) là một hành vi của động vật đặc trưng bởi việc hoạt động vào ban đêm, chủ yếu là ngủ vào ban ngày vì như thế sẽ giảm nguy cơ bị ăn thịt, hoặc do nhiệt độ ban ngày quá nóng và sự cạnh tranh của các loài động vật khác. Các loài động vật sống về đêm thường có các giác quan phát triển cao đối với thính giác, khứu giác, thị giác, xúc giác và đặc biệt là khả năng cảm nhận, đặc điểm này có thể giúp loài vật có thể lẩn tránh kẻ thù.
Nhiều động vật có vú hoạt động vào ban đêm hay kiếm ăn đêm, để tránh loài săn mồi vào ban ngày, hoặc bởi vì ban ngày quá nóng không hoạt động được. Chúng có thể sống như vậy vì chúng có máu nóng và có thể hoạt động khi trời lạnh. Để tìm ra đường đi trong bóng tối và định vị thức ăn, những động vật có vú đó đã phát triển thị giác, thính giác và khứu giác tuyệt vời. Một số động vật như họ mèo và chồn sương, có mắt mà có thể thích ứng với ánh sáng yếu do có các tế bào khuếch tán ánh sáng ở võng mạc, từ đó giúp chúng có thể nhìn xuyên màn đêm. Các sinh vật được biết đến nhất là về đêm bao gồm mèo, chuột, dơi và những con cú, nhất là chuột, chúng chuyên phá hoại dữ dội về đêm.

## Một số loài

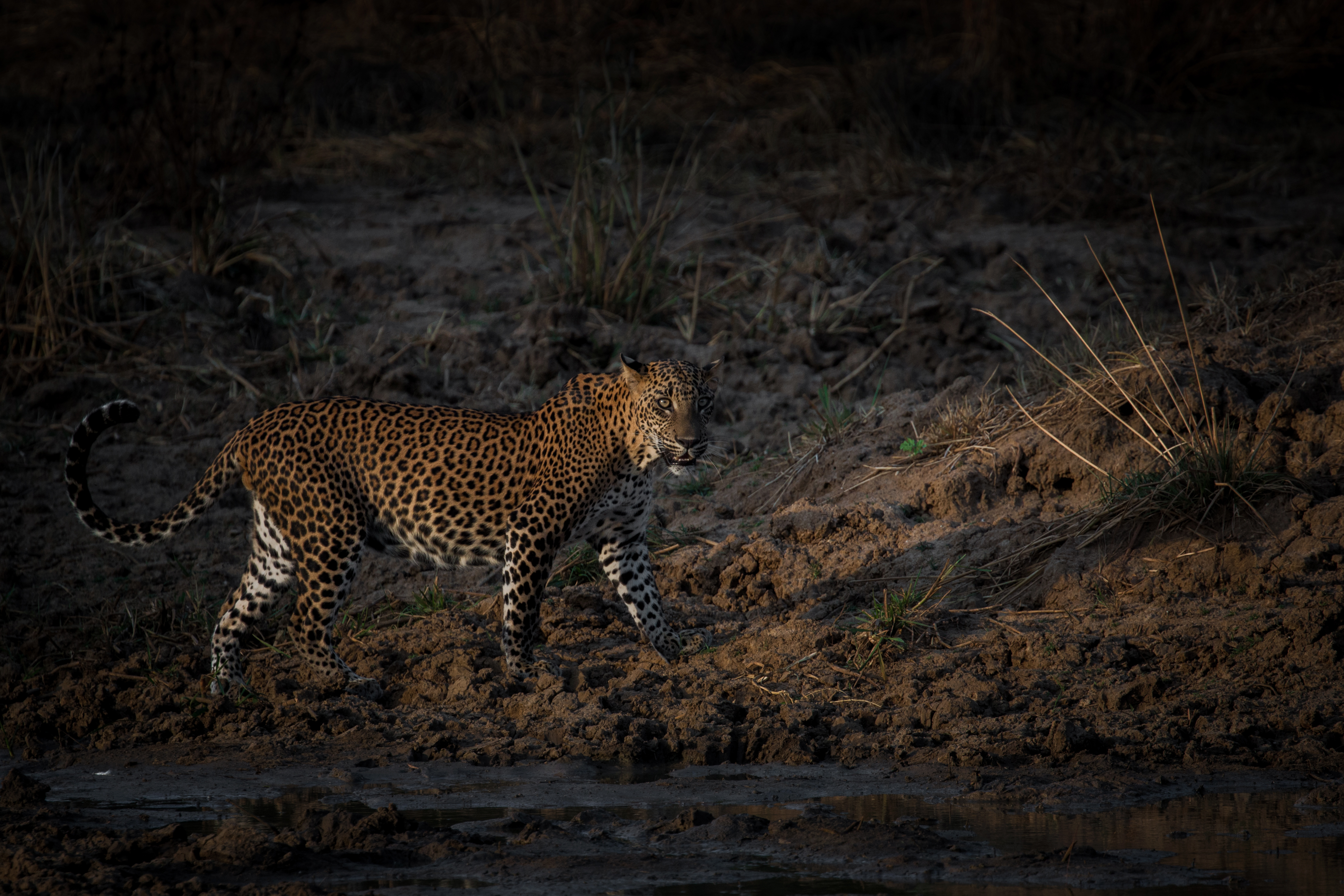
Một con báo hoa mai đang đi săn mồi trong đêm

- Hầu như tất cả các loài Dơi đều là những sinh vật sống về đêm, dơi ra ngoài ban đêm để tìm bắt nhiều loài côn trùng bay trong bóng tối. Chúng tìm con mồi nhờ sử dụng cách định vị bằng tiếng dội.
- Chim cú là một trong những loài chim hoạt động ban đêm rất phổ biến, có thính giác và thị giác tuyệt vời, đó cũng là một vũ khí lợi hại giúp chim cú trở thành một sát thủ vào ban đêm.
- Phần lớn loài lửng kiếm ăn ban đêm và khứu giác là giác quan quan trọng nhất của chúng. Ban đêm chúng sử dụng khứu giác để tìm đường đi và định vị thức ăn, như giun đất. Con lửng có thể ăn hàng trăm con giun đất trong một đêm.
- Là một loài sinh vật hoạt động về đêm nổi tiếng, gấu trúc đỏ thường được tìm thấy ở vùng núi cao của dãy Đông Hymalaya.
- Loài khỉ ăn đêm thực sự duy nhất là khỉ cú, hay khỉ rúc. Chúng có mắt to và có thể nhìn rõ trong ánh sáng thấp. Ban ngày, khỉ cú ở những cây rỗng hoặc chỗ cây dày, nhưng vào ban đêm chúng đi ra để bắt côn trùng và tìm quả. Vào những đêm trăng tròn, các con đực ở lãnh thổ của mình, và các con đực non đang tìm bạn tình, sẽ phát ra những tiếng rúc thấp, giống như cú rúc.
- Nhiều sinh vật sống về đêm bao gồm khỉ lùn tarsier, một số con cú có đôi mắt lớn so với kích thước cơ thể của mình để bù đắp cho mức ánh sáng thấp hơn trong đêm.
- Các con cu li thường dành cả ngày để ngủ trên các cành cây và kiếm ăn vào ban đêm.
- Sống về đêm giúp ong như Apoica flavissima tránh bị săn bắt trong ánh sáng mặt trời dữ dội
- Sói xám thường tích cực hoạt động vào ban đêm nhờ khả năng theo dõi rất tốt (đánh hơi). Nhiệt độ ban đêm mát mẻ cũng một phần khiến chúng tiết kiệm được năng lượng cơ thể.
- Các loài mèo lớn như sư tử, báo hoa mai, báo đốm đen Mỹ và hổ, tất cả đều đi săn ban đêm, riêng có sư tử và hổ thì đi săn cả ban ngày.
- Trong khi hầu hết con người là hoạt động ban ngày, vì lý do hoàn cảnh, công việc, văn hóa và lý do cá nhân và xã hội khác nhau một số người tạm thời hoặc thường xuyên hoạt động về đêm ví dụ như làm ca đêm hoặc giải trí về đêm.